# 10106 Lergrav
10106 Lergrav (1992 EV15) là một tiểu hành tinh vành đai chính được phát hiện ngày 1 tháng 3 năm 1992 ở Đài thiên văn Nam Âu. Nó được đặt theo tên Lergrav, one of the most exotic sea stack sites ở Gotland.